# تنگه کارکوئینز

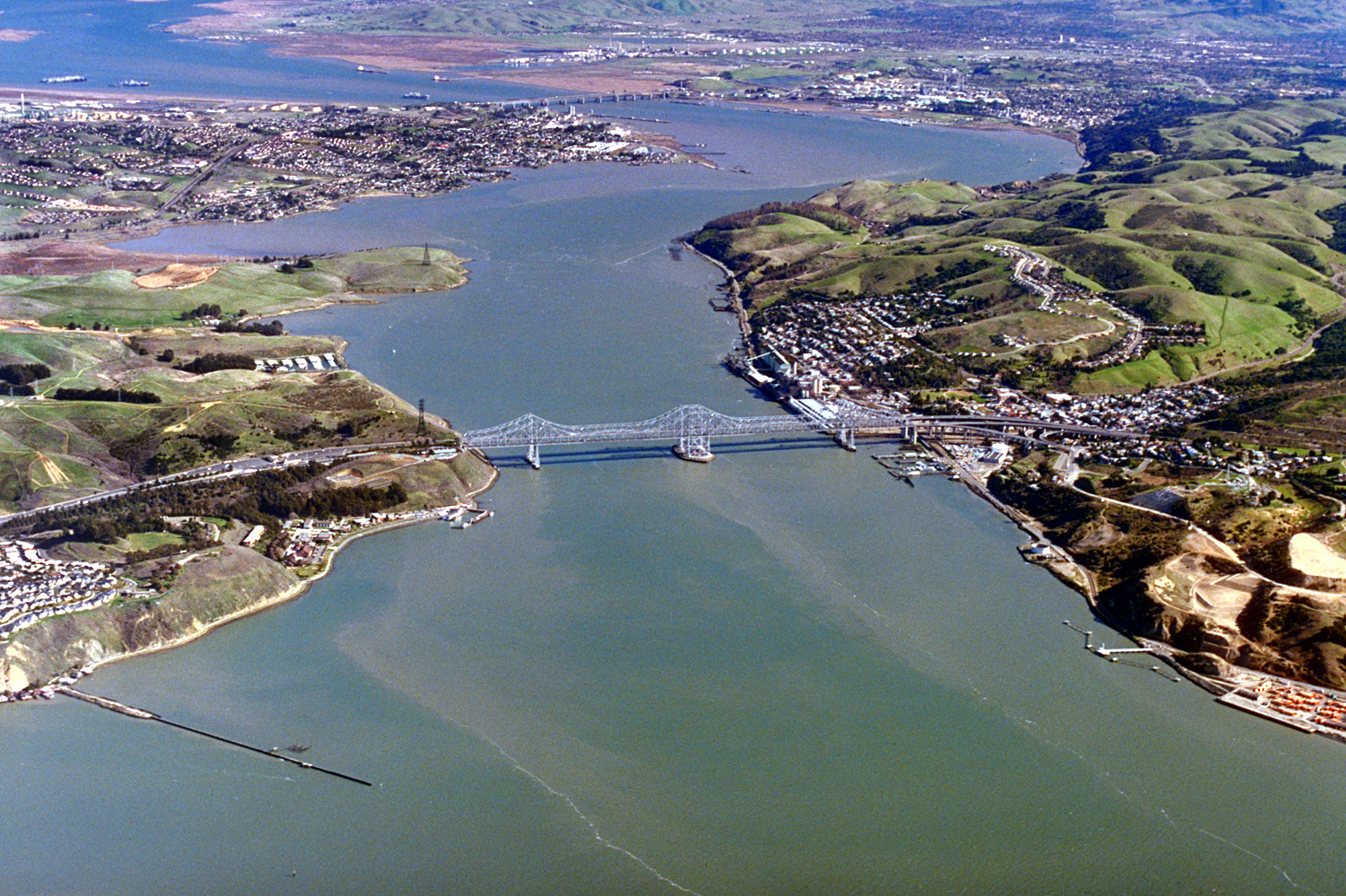
نمای هوایی از تنگه کارکوئینز و پل کارکوئینز

تنگه کارکوئینز تنگهٔ جزر و مدی باریکی در شمال کالیفرنیا می‌باشد. این تنگه بخشی از دهانهٔ جزر و مدی رودخانه‌های ساکرامنتو و سن ژاکویین که به خلیج سانفرانسیسکو می‌ریزند می‌باشد.

## مکان جغرافیایی
این تنگه قسمتی از مرز بین شهرستان سولانو (به سمت شمال) و شهرستان کنترا کوستا (به سمت جنوب) را و تقریباً ۲۵ کیلومتر شمالی از اوکلند را تشکیل می‌دهد. شهرهای بنیسیا و والهو در سمت شمالی تنگه واقع شده‌اند درحالیکه مارتینز، بندر کوستا و کراکت در ساحل جنوبی قرار دارند. رودخانه ناپا از طریق جزیرهٔ کوچک مِیر در نزدیکی ورودی آن به خلیج سن پابلو به این تنگه می‌پیوندد.

## تأسیسات
آکادمی ماریتیم کالیفرنیا در انتهای غربی این تنگه در اسکله شمالی واقع شده‌است. یک پالایشگاه در منتهای شرقی در ساحل جنوبی قرار دارد.